# پیوتر کولودین
پیوتر کولودین (به انگلیسی: Pyotr Kolodin) فضانورد اهل اتحاد شوروی است که در ۲۳ سپتامبر ۱۹۳۰ میلادی در نوواسیلیوکا زاده شد.